# 492
492 (CDXCII) var ett skottår som började en onsdag i den julianska kalendern.

## Händelser

### Mars
- 1 mars – Sedan Felix III har avlidit samma dag väljs Gelasius I till påve.

### Okänt datum
- Longinus, bror till den avlidne bysantinske kejsaren Zeno Isauriern, gör uppror mot kejsare Anastasius I i Isaurien.

## Avlidna
- 1 mars – Felix III, helgon, påve sedan 483.